# Cesta do Jeruzaléma
Cesta do Jeruzaléma (švédsky Vägen till Jerusalem, anglicky The Road to Jerusalem) je kniha a první díl Křižácké trilogie švédského spisovatele Jana Guilloua. Kniha se odehrává ve druhé polovině 12. století a sleduje osudy fiktivní postavy Arna Magnussona od jeho narození až do doby jeho 17 let. Poprvé vyšla ve Švédsku v červenci 1998. Celé Křižácké trilogie se prodalo více než 2 milióny výtisků a byla přeložena do více než 10 jazyků (angličtina, bulharština, čeština, dánština, nizozemština, estonština, finština, italština, katalánština, němčina, norština, polština, portugalština, španělština).

## Vydání v češtině
- Cesta do Svaté země. Praha : Mladá fronta, 2001. 360 s. ISBN 80-204-0902-5.
- Cesta do Jeruzaléma. Praha : Argo, 2010. 328 s. ISBN 978-80-257-0310-6.

## Filmové zpracování
Všechny tři díly Křižácké trilogie byly zpracovány ve filmech Arn – Templář (Arn - Tempelriddaren, 2007) a Arn – Království na konci cesty (Arn - Riket vid vägens slut, 2008). Hlavní roli Arna Magnussona ztvárnil v obou filmech švédský herec Joakim Nätterqvist.